# ویلمنرود
ویلمنرود (به آلمانی: Willmenrod) یک شهر در آلمان است که در وستروالدکرایس واقع شده‌است. ویلمنرود ۶۷۳ نفر جمعیت دارد.